# Анцва
Анцва́ (абх. Анцәа́, абаз. Анчва́) — бог в традиционной религии абхазов и абазин, единый Творец всего сущего. Анцва бесконечно множественен в своих проявлениях, он является первоисточником всего сущего, по его воле существуют апааимбары (посланники Анцва). Анцва стоит над миром и человеком, является единственным источником добра и зла на Земле. 

## Этимология
По мнению Джанашия, имя получено от абх. ан «мать» и цәа (суффикс множественного числа), то есть «матери». Сначала оно, по-видимому, употреблялось в женском роде. Но потом из «матерей-богов» получился единый бог мужского рода. Грамматически разница всего лишь в ударении: а́нцәа → анцәа́. Изменение пола богов часто наблюдается в первобытных религиях, и Анцва в этом отношении не является исключением.

## Подробнее об Анцва
Считается, что бог един, но бесконечно множествен в своих долях. Ему, как высшему существу, подчиняются остальные боги. Любое явление природы, каждый род, семья или отдельная личность имеют свою долю бога, подобно тому, как каждый христианин имеет своего ангела-хранителя. Такое «долевое» понятие о божестве ещё раз подчёркивает множественное число слова анцәа. У Анцва есть сестра, от которой произошёл род дьяволов. Поэтому Анцва не имеет права уничтожить дьяволов — своих кровных родственников.

## Семь святилищ
На территории Абхазии находится семь святилищ, особо почитаемых последователями Абхазской традиционной веры. Служителями святилищ являются члены определённого рода, титул жреца в котором переходит от отца к сыну. Святилище по-абхазски называется аныха, а жрецы аныха-паҩ. Главным святилищем является Дыдрыпш-ныха.